# Dones a la platja
Dones a la platja (títol original en anglès: Female on the Beach) és una pel·lícula estatunidenca dirigida per Joseph Pevney, estrenada el 1955. Ha estat doblada al català.

## Argument[2]
Lynn Markham (Crawford) visita una casa de la platja que una vegada va pertànyer al seu marit mort. Allà, coneix l'agent immobiliari Amy Rawlinson (Jan Sterling) i Drummond "Drummy" Hall (Chandler), un atractiu vagabund que vaga dins i fora de la casa com si fos seva.
Lynn s'assabenta que la casa es va llogar una vegada a Eloise Crandall (Judith Evelyn), una dona més gran de qui no es va determinar la causa de la mort (suïcidi, accident, o assassinat). Lynn més tard descobreix que "Drummy", el seu enigmàtic i atractiu veí és el còmplice dels jugadors Osbert i Queenie Sorenson (Cecil Kellaway i Natalie Schafer), i que despietadament seguia Crandall per fer-la jugar amb els Sorensons.
Lynn acaba casant-se amb Drummy. Els esdeveniments en la seva lluna de mel porten Lynn a creure que va assassinar Eloise. Comença a sospitar que també vol desfer-se d'ella.

## Repartiment
- Joan Crawford: Lynn Markham
- Jeff Chandler: Drummond Hall
- Jan Sterling: Amy Rawlinson
- Cecil Kellaway: Osbert Sorenson
- Judith Evelyn: Eloise Crandall
- Charles Drake: Tinent Galley
- Natalie Schafer: Queenie Sorenson
- Stuart Randall: Frankovitch
- Marjorie Bennett: Sra. Murchison